# Wilhelm Knös
Olof Wilhelm Knös,  född den 15 mars 1838 i Gamla Uppsala, död den 10 januari 1907 i Uppsala, var en svensk klassisk filolog. Han var son till Anders Erik Knös. 
Knös blev 1857 student, 1869 filosofie doktor och 1872 docent i grekiska språket vid Uppsala universitet, 1874 lektor i latin och grekiska i Gävle, 1880 i Uppsala och samtidigt åter docent. Han biträdde från 1899 till sin död bibelkommissionen vid revisionsarbetet med översättningen av Nya Testamentet. Knös främsta arbete är det synnerligen värdefulla verket De digammo homerico (1872–1879). Han författade dessutom Grekisk fornkunskap (1881–1885, tillsammans med Aron Alexanderson; ej fullbordad), Grecismer i 1883 års öfversättning af Nya testamentet (1898) samt utgav allmänt använda skolupplagor av Homeros dikter. Knös invaldes som ledamot av Humanistiska Vetenskapssamfundet i Uppsala 1891. Han blev riddare av Nordstjärneorden 1892.